# Physikalische Zeitschrift
Physikalische Zeitschrift, tiếng Việt là Tạp chí Vật lý) là một tạp chí khoa học về vật lý của Đức được xuất bản từ 1899 đến 1945 bởi S. Hirzel Verlag. Một số ấn phẩm có ý nghĩa lịch sử to lớn đã được nó xuất bản, như nghiên cứu củaAlbert Einstein "Über die Entwicklung unserer Anschauungen über das Wesen und die Konstitution der Strahlung" (tiếng Anh: On the Development of Our Views Concerning the Nature and Constitution of Radiation, tiếng Việt: Về sự phát triển quan điểm của chúng ta liên quan đến thiên nhiên và hiến pháp) và của Carl von Weizsäcker về nguồn gốc của năng lượng trong các ngôi sao.
Một số tập đầu tiên (trước năm 1908) có sẵn trên Archive.org.